# Srednogorie
Srednogorie (búlgaro:Средногорие) é uma cidade da Bulgária, localizada no distrito de Sófia. A sua população era de  habitantes segundo o censo de 2010.

## População
| Srednogorie | Srednogorie | Srednogorie | Srednogorie | Srednogorie | Srednogorie | Srednogorie | Srednogorie | Srednogorie | Srednogorie | Srednogorie | Srednogorie | Srednogorie | Srednogorie | Srednogorie | Srednogorie | Srednogorie | Srednogorie | Srednogorie | Srednogorie |
| --- | ----------- | ----------- | ----------- | ----------- | ----------- | ----------- | ----------- | ----------- | ----------- | ----------- | ----------- | ----------- | ----------- | ----------- | ----------- | ----------- | ----------- | ----------- | ----------- |
| Ano | 1887        | 1910        | 1934        | 1946        | 1956        | 1965        | 1975        | 1985        | 1992        | 2001        | 2002        | 2003        | 2004        | 2005        | 2006        | 2007        | 2008        | 2009        | 2010        |
| População |             |             |             | 6,561       | 9,373       | 13,380      | 13,971      | 14,575      |             |             |             |             |             |             |             |             |             |             |             |
| Fontes: Instituto Nacional de Estatísticas, „citypopulation.de“, „pop-stat.mashke.org“, Bulgarian Academy of Sciences |             |             |             |             |             |             |             |             |             |             |             |             |             |             |             |             |             |             |             |